# اگزابیت
اگزا‌بیت یک ضریبی از واحد بیت است که برای انبارش داده کامپیوتری استفاده شده و علامتش Ebit یا Eb می‌باشد. پیشوند اگزا (با علامت E) در دستگاه بین‌المللی یکاها ضریب ۱۰۱۸ (کوینتیلیون) تعریف شده است، بنابراین:
۱ اگزا‌بیت = ۱۰۱۸ بیت = ۱۰۰۰ پتابیت
یکای اگزابیت ارتباط نزدیکی با یکای اگزبی‌بیت، یک یکای دودویی با پیشوند اگزبی که به ارزش ۲۶۰ (۱٬۱۵۲٬۹۲۱٬۵۰۴٬۶۰۶٬۸۴۶٬۹۷۶) بیت بوده و حداکثر ۱۵٪ از اگزابیت بزرگتر است، دارد. با وجود اینکه پیشوند‌های جدیدی بر مبنای دودویی توسط کمیسیون الکتروتکنیکی بین‌المللی (استاندارد آی‌ئی‌سی ۶۰۰۲۷) تعریف شده‌اند اما هنوز در بازار از پیشوندهای اس‌آی استفاده می‌شود.